# Stazione meteorologica di Enna
La stazione meteorologica di Enna è la stazione meteorologica di riferimento per il Servizio Meteorologico dell'Aeronautica Militare e per l'Organizzazione Mondiale della Meteorologia, relativa alla città di Enna.

## Storia
La stazione meteorologica iniziò la sua attività il 4 settembre 1945, originariamente ubicata presso la torre della Prefettura, svolgendo fin dall'inizio funzioni di rilevazione e raccolta di dati meteorologici, oltre all'assistenza alla navigazione aerea.
L'osservatorio meteorologico proseguì le sue attività presso la suddetta sede fino al 1984, anno in cui fu deciso lo spostamento della postazione meteorologica in un'ubicazione a quota più elevata della precedente. La sua nuova sede fu da allora presso la località di Monte Salvo, nella parte sud-occidentale della città, in una zona che spesso risulta avvolta da nebbia per la frequente formazione di nubi di tipo orografico e che tende ad incrementare la pluviometria e le temperature massime in condizioni di alta pressione con presenza di cielo sereno.
Nel maggio 2008 la stazione meteorologica ha cambiato nuovamente ubicazione, essendo stata ripristinata la sua sede presso la torre della Prefettura.

## Caratteristiche
La stazione meteorologica si trova nell'Italia insulare, in Sicilia, nel comune di Enna, a 965 metri s.l.m. e alle coordinate geografiche 37°34′04.76″N 14°16′47.32″E.
Oltre ad essere un punto di riferimento per la navigazione aerea, la stazione effettua osservazioni orarie sullo stato del cielo (nuvolosità in chiaro) e su temperatura, precipitazioni, umidità relativa, pressione atmosferica con valore normalizzato al livello del mare, direzione e velocità del vento.

## Medie climatiche ufficiali

### Dati climatologici 1971-2000
In base alle medie climatiche del periodo 1971-2000, la temperatura media del mese più freddo, febbraio, è di +5,9 °C, mentre quella del mese più caldo, agosto, è di +23,8 °C; mediamente si contano 12 giorni di gelo all'anno e 23 giorni con temperatura massima uguale o superiore ai +30 °C. I valori estremi di temperatura registrati nel medesimo trentennio sono i -5,0 °C del gennaio 1993 e i +37,0 °C dell'agosto 1999.
Le precipitazioni medie annue si attestano a 556 mm, mediamente distribuite in 66 giorni di pioggia, con minimo in estate e picco massimo in autunno-inverno.
L'umidità relativa media annua fa registrare il valore di 68,1 % con minimo di 54 % a luglio e massimo di 80 % a dicembre; mediamente si contano 140 giorni di nebbia all'anno.
Di seguito è riportata la tabella con le medie climatiche e i valori massimi e minimi assoluti registrati nel trantennio 1971-2000 e pubblicati nell'Atlante Climatico d'Italia del Servizio Meteorologico dell'Aeronautica Militare relativo al medesimo trentennio.
| Enna (1971-2000)                | Mesi        | Mesi        | Mesi        | Mesi        | Mesi        | Mesi        | Mesi        | Mesi        | Mesi        | Mesi        | Mesi        | Mesi        | Stagioni | Stagioni | Stagioni | Stagioni | Anno  |
| Enna (1971-2000)                | Gen         | Feb         | Mar         | Apr         | Mag         | Giu         | Lug         | Ago         | Set         | Ott         | Nov         | Dic         | Inv      | Pri      | Est      | Aut      | Anno  |
| ------------------------------- | ----------- | ----------- | ----------- | ----------- | ----------- | ----------- | ----------- | ----------- | ----------- | ----------- | ----------- | ----------- | -------- | -------- | -------- | -------- | ----- |
| T. max. media (°C)              | 8,3         | 8,6         | 10,3        | 13,2        | 19,4        | 25,0        | 28,1        | 28,3        | 23,5        | 18,1        | 13,1        | 9,7         | 8,9      | 14,3     | 27,1     | 18,2     | 17,1  |
| T. min. media (°C)              | 3,8         | 3,2         | 4,0         | 6,1         | 11,3        | 15,7        | 18,7        | 19,2        | 15,5        | 11,8        | 8,0         | 5,3         | 4,1      | 7,1      | 17,9     | 11,8     | 10,2  |
| T. max. assoluta (°C)           | 18,0 (1991) | 19,4 (1998) | 22,0 (1996) | 24,6 (1998) | 30,4 (1994) | 34,0 (1987) | 36,0 (1988) | 37,0 (1999) | 33,0 (1988) | 29,8 (1991) | 23,0 (1999) | 21,2 (1989) | 21,2     | 30,4     | 37,0     | 33,0     | 37,0  |
| T. min. assoluta (°C)           | −5,0 (1993) | −4,6 (1972) | −5,2 (1993) | −1,4 (1973) | 1,6 (1991)  | 7,0 (1991)  | 10,4 (1972) | 10,8 (1991) | 8,6 (1971)  | 4,2 (1972)  | −0,8 (1971) | −4,2 (1991) | −5,0     | −5,2     | 7,0      | −0,8     | −5,2  |
| Giorni di calura (Tmax ≥ 30 °C) | 0           | 0           | 0           | 0           | 0           | 3           | 10          | 10          | 0           | 0           | 0           | 0           | 0        | 0        | 23       | 0        | 23    |
| Giorni di gelo (Tmin ≤ 0 °C)    | 4           | 4           | 2           | 0           | 0           | 0           | 0           | 0           | 0           | 0           | 0           | 2           | 10       | 2        | 0        | 0        | 12    |
| Precipitazioni (mm)             | 70,4        | 56,9        | 46,9        | 43,2        | 22,9        | 17,7        | 8,2         | 25,3        | 40,6        | 79,3        | 73,6        | 71,0        | 198,3    | 113,0    | 51,2     | 193,5    | 556,0 |
| Giorni di pioggia               | 8           | 8           | 7           | 6           | 4           | 2           | 1           | 3           | 5           | 6           | 8           | 8           | 24       | 17       | 6        | 19       | 66    |
| Giorni di neve                  | 1           | 1           | 0           | 0           | 0           | 0           | 0           | 0           | 0           | 0           | 0           | 0           | 2        | 0        | 0        | 0        | 2     |
| Giorni di nebbia                | 19          | 17          | 16          | 12          | 7           | 3           | 1           | 2           | 10          | 16          | 19          | 18          | 54       | 35       | 6        | 45       | 140   |
| Umidità relativa media (%)      | 77          | 75          | 71          | 70          | 62          | 56          | 54          | 57          | 66          | 72          | 77          | 80          | 77,3     | 67,7     | 55,7     | 71,7     | 68,1  |

### Dati climatologici 1961-1990
In base alla media trentennale di riferimento (1961-1990) per l'Organizzazione Mondiale della Meteorologia, la temperatura media dei mesi più freddi, gennaio e febbraio, si attesta attorno ai +5 °C; quella del mese più caldo, agosto, è di circa +22 °C; mediamente, si registrano 16 giorni di gelo all'anno. Nel periodo esaminato, la temperatura minima assoluta ha toccato i -5,8 °C nel gennaio 1963 mentre la massima assoluta ha raggiunto i +36,0 °C nel luglio 1988.
La nuvolosità media annua si attesta a 3,5 okta, con minimo di 1,1 okta a luglio e massimi di 5,1 okta a gennaio e a dicembre.
Le precipitazioni medie annue sono scarse, superano i 350 mm (valore tra i minimi di tutta la Sicilia), distribuite mediamente in 48 giorni: il minimo si ha tra la primavera inoltrata e l'inizio dell'estate, mentre il picco autunnale è molto contenuto.
Il vento presenta una velocità media annua di 5,1 m/s, con minimi di 4,3 m/s ad agosto e a settembre e massimi di 5,9 m/s a dicembre, a gennaio e a febbraio; le direzioni prevalenti sono di tramontana a giugno, a luglio e ad agosto, di ponente tra settembre e maggio.
| Enna (1961-1990)             | Mesi        | Mesi        | Mesi        | Mesi        | Mesi        | Mesi        | Mesi        | Mesi        | Mesi        | Mesi        | Mesi        | Mesi        | Stagioni | Stagioni | Stagioni | Stagioni | Anno  |
| Enna (1961-1990)             | Gen         | Feb         | Mar         | Apr         | Mag         | Giu         | Lug         | Ago         | Set         | Ott         | Nov         | Dic         | Inv      | Pri      | Est      | Aut      | Anno  |
| ---------------------------- | ----------- | ----------- | ----------- | ----------- | ----------- | ----------- | ----------- | ----------- | ----------- | ----------- | ----------- | ----------- | -------- | -------- | -------- | -------- | ----- |
| T. max. media (°C)           | 6,5         | 6,9         | 8,4         | 11,8        | 17,6        | 22,3        | 25,4        | 25,6        | 21,5        | 15,8        | 12,3        | 8,5         | 7,3      | 12,6     | 24,4     | 16,5     | 15,2  |
| T. min. media (°C)           | 2,9         | 2,7         | 3,8         | 6,1         | 11,1        | 14,9        | 17,9        | 18,2        | 15,0        | 10,8        | 7,9         | 4,8         | 3,5      | 7,0      | 17,0     | 11,2     | 9,7   |
| T. max. assoluta (°C)        | 20,4 (1962) | 19,8 (1968) | 21,8 (1989) | 23,2 (1969) | 30,0 (1989) | 34,0 (1987) | 36,0 (1988) | 35,0 (1987) | 33,0 (1988) | 28,0 (1987) | 22,4 (1961) | 21,2 (1989) | 21,2     | 30,0     | 36,0     | 33,0     | 36,0  |
| T. min. assoluta (°C)        | −5,8 (1963) | −5,0 (1967) | −5,0 (1987) | −1,4 (1973) | 0,6 (1970)  | 6,8 (1969)  | 10,4 (1969) | 11,4 (1965) | 8,4 (1964)  | 3,2 (1964)  | −1,0 (1965) | −4,0 (1962) | −5,8     | −5,0     | 6,8      | −1,0     | −5,8  |
| Giorni di gelo (Tmin ≤ 0 °C) | 5           | 6           | 3           | 0           | 0           | 0           | 0           | 0           | 0           | 0           | 0           | 2           | 13       | 3        | 0        | 0        | 16    |
| Nuvolosità (okta al giorno)  | 5,1         | 4,8         | 4,4         | 4,2         | 3,1         | 2,1         | 1,1         | 1,5         | 2,7         | 3,9         | 4,3         | 5,1         | 5,0      | 3,9      | 1,6      | 3,6      | 3,5   |
| Precipitazioni (mm)          | 37,4        | 35,1        | 32,1        | 21,4        | 16,2        | 13,5        | 10,3        | 24,8        | 24,1        | 57,8        | 36,5        | 51,6        | 124,1    | 69,7     | 48,6     | 118,4    | 360,8 |
| Giorni di pioggia            | 6           | 6           | 6           | 5           | 2           | 2           | 1           | 2           | 3           | 5           | 3           | 6           | 18       | 13       | 5        | 11       | 47    |
| Vento (direzione-m/s)        | W 5,9       | W 5,9       | W 5,6       | W 5,5       | W 4,7       | N 4,5       | N 4,4       | N 4,3       | W 4,3       | W 4,7       | W 5,3       | W 5,9       | 5,9      | 5,3      | 4,4      | 4,8      | 5,1   |

### Dati climatologici 1951-1980
Nel trentennio 1951-1980, in base ai dati effettivamente elaborati dal 1951 al 1974, la temperatura media del mese più freddo, gennaio, si attesta a +4,6 °C; quella del mese più caldo, agosto, è di +22,2 °C.
Nel medesimo trentennio, la temperatura minima assoluta ha toccato i -5,8 °C nel gennaio 1963, mentre la massima assoluta ha fatto registrare i +37,0 °C nel luglio 1962.
| Enna (1951-1980)      | Mesi        | Mesi        | Mesi        | Mesi        | Mesi        | Mesi        | Mesi        | Mesi        | Mesi        | Mesi        | Mesi        | Mesi        | Stagioni | Stagioni | Stagioni | Stagioni | Anno |
| Enna (1951-1980)      | Gen         | Feb         | Mar         | Apr         | Mag         | Giu         | Lug         | Ago         | Set         | Ott         | Nov         | Dic         | Inv      | Pri      | Est      | Aut      | Anno |
| --------------------- | ----------- | ----------- | ----------- | ----------- | ----------- | ----------- | ----------- | ----------- | ----------- | ----------- | ----------- | ----------- | -------- | -------- | -------- | -------- | ---- |
| T. max. media (°C)    | 6,4         | 7,2         | 8,9         | 12,0        | 17,6        | 22,9        | 25,8        | 26,0        | 21,8        | 15,9        | 11,8        | 8,2         | 7,3      | 12,8     | 24,9     | 16,5     | 15,4 |
| T. min. media (°C)    | 2,8         | 2,8         | 4,1         | 6,3         | 10,8        | 15,2        | 18,0        | 18,3        | 15,2        | 10,9        | 7,4         | 4,5         | 3,4      | 7,1      | 17,2     | 11,2     | 9,7  |
| T. max. assoluta (°C) | 20,4 (1962) | 19,8 (1968) | 24,4 (1952) | 24,6 (1953) | 28,2 (1973) | 34,8 (1952) | 37,0 (1962) | 34,2 (1957) | 32,4 (1956) | 25,6 (1952) | 22,4 (1961) | 19,6 (1952) | 20,4     | 28,2     | 37,0     | 32,4     | 37,0 |
| T. min. assoluta (°C) | −5,8 (1963) | −5,4 (1956) | −5,4 (1956) | −1,4 (1973) | 0,6 (1970)  | 6,8 (1969)  | 10,4 (1969) | 11,4 (1965) | 8,4 (1964)  | 3,2 (1956)  | −1,2 (1955) | −4,0 (1962) | −5,8     | −5,4     | 6,8      | −1,2     | −5,8 |

## Valori estremi

### Temperature estreme mensili dal 1946 ad oggi
Nella tabella sottostante sono riportati i valori delle temperature estreme mensili dal 1946 ad oggi, con il relativo anno in cui sono state registrate. Nel periodo esaminato, la temperatura minima assoluta ha toccato i -7,0 °C nel marzo 1949 mentre la massima assoluta ha raggiunto i +38,4 °C nell'agosto 2021. Nel complesso mancano però i dati del periodo compreso tra il 1º gennaio 1975 e il 26 maggio 2008.
| Enna (1946-2023)      | Mesi        | Mesi        | Mesi        | Mesi        | Mesi        | Mesi        | Mesi        | Mesi        | Mesi        | Mesi        | Mesi        | Mesi        | Stagioni | Stagioni | Stagioni | Stagioni | Anno |
| Enna (1946-2023)      | Gen         | Feb         | Mar         | Apr         | Mag         | Giu         | Lug         | Ago         | Set         | Ott         | Nov         | Dic         | Inv      | Pri      | Est      | Aut      | Anno |
| --------------------- | ----------- | ----------- | ----------- | ----------- | ----------- | ----------- | ----------- | ----------- | ----------- | ----------- | ----------- | ----------- | -------- | -------- | -------- | -------- | ---- |
| T. max. assoluta (°C) | 20,4 (1962) | 19,8 (1968) | 24,4 (1952) | 24,8 (2011) | 30,4 (2020) | 37,6 (2021) | 37,4 (2021) | 38,4 (2021) | 37,4 (1946) | 28,6 (2013) | 23,4 (2008) | 21,0 (2010) | 21,0     | 30,4     | 38,4     | 37,4     | 38,4 |
| T. min. assoluta (°C) | −5,8 (1963) | −5,4 (1956) | −7,0 (1949) | −1,4 (1973) | 0,6 (1970)  | 6,8 (1969)  | 9,4 (1948)  | 11,4 (1991) | 8,4 (1964)  | 3,2 (1956)  | −1,2 (1955) | −5,2 (2014) | −5,8     | −7,0     | 6,8      | −1,2     | −7,0 |

Per l'analisi della serie dei record omologati, va comunque tenuto presente che la stazione ha avuto una determinata ubicazione tra il 1945 e il 1984, un'altra ubicazione tra il 1984 e il maggio 2008, fino a venire collocata nella sede attuale da maggio 2008 in poi: per approfondire i record effettivi, occorrerebbe valutare distintamente i dati delle rispettive delle serie temporali 1946-1984 e 1984-2008 sotto riportate (la terza serie iniziata dal maggio 2008 non ha ancora un numero sufficiente di anni per poter essere analizzata).
| Enna (1946-1984)      | Mesi        | Mesi        | Mesi        | Mesi        | Mesi        | Mesi        | Mesi        | Mesi        | Mesi        | Mesi        | Mesi        | Mesi        | Stagioni | Stagioni | Stagioni | Stagioni | Anno |
| Enna (1946-1984)      | Gen         | Feb         | Mar         | Apr         | Mag         | Giu         | Lug         | Ago         | Set         | Ott         | Nov         | Dic         | Inv      | Pri      | Est      | Aut      | Anno |
| --------------------- | ----------- | ----------- | ----------- | ----------- | ----------- | ----------- | ----------- | ----------- | ----------- | ----------- | ----------- | ----------- | -------- | -------- | -------- | -------- | ---- |
| T. max. assoluta (°C) | 20,4 (1962) | 19,8 (1968) | 24,4 (1952) | 24,6 (1953) | 28,2 (1973) | 34,8 (1952) | 37,0 (1962) | 37,4 (1946) | 37,4 (1946) | 28,2 (1948) | 22,4 (1961) | 19,6 (1952) | 20,4     | 28,2     | 37,4     | 37,4     | 37,4 |
| T. min. assoluta (°C) | −5,8 (1963) | −5,4 (1956) | −7,0 (1949) | −1,4 (1973) | 0,6 (1970)  | 6,8 (1969)  | 9,4 (1948)  | 11,4 (1949) | 8,4 (1964)  | 3,2 (1956)  | −1,2 (1955) | −4,0 (1947) | −5,8     | −7,0     | 6,8      | −1,2     | −7,0 |

| ENNA (1984-2008)      | Mesi        | Mesi        | Mesi        | Mesi        | Mesi        | Mesi        | Mesi        | Mesi        | Mesi        | Mesi        | Mesi        | Mesi        | Stagioni | Stagioni | Stagioni | Stagioni | Anno |
| ENNA (1984-2008)      | Gen         | Feb         | Mar         | Apr         | Mag         | Giu         | Lug         | Ago         | Set         | Ott         | Nov         | Dic         | Inv      | Pri      | Est      | Aut      | Anno |
| --------------------- | ----------- | ----------- | ----------- | ----------- | ----------- | ----------- | ----------- | ----------- | ----------- | ----------- | ----------- | ----------- | -------- | -------- | -------- | -------- | ---- |
| T. max. assoluta (°C) | 18,8 (2007) | 19,8 (2004) | 24,2 (2001) | 25,8 (2008) | 32,2 (2006) | 39,0 (1998) | 41,0 (1988) | 39,8 (1999) | 33,0 (1988) | 30,0 (2001) | 23,0 (1996) | 21,2 (1989) | 21,2     | 32,2     | 41,0     | 33,0     | 41,0 |
| T. min. assoluta (°C) | −5,0 (1993) | −5,2 (2006) | −5,2 (1993) | −0,4 (1987) | 1,6 (1991)  | 7,0 (1991)  | 10,8 (1992) | 10,8 (1991) | 8,0 (2004)  | 3,2 (2007)  | 0,4 (1995)  | −5,0 (1988) | −5,2     | −5,2     | 7,0      | 0,4      | −5,2 |